# Listă de ziare din Spania
Aceasta este o listă de ziare din Spania
- El Mundo[1]
- El País[2]
- La Vanguardia[3]
- El Periódico de Catalunya[4]
- La Razón[5]
- HoyLunes[6]

1. ↑  https://www.elmundo.es/
2. ↑  https://elpais.com/
3. ↑  https://www.lavanguardia.com/
4. ↑  https://www.elperiodico.com/es/
5. ↑  https://www.larazon.es/
6. ↑  https://hoylunes.com/